# Кочетов, Александр Иоакимович
Алекса́ндр Иоаки́мович Ко́четов (1839—1912) — русский педагог, действительный статский советник.

## Биография
Родился 30 января (11 февраля) 1840 года — сын протоиерея, богослова и педагога Иоакима Семёновича Кочетова. Учился в Императорском Александровском лицее, где с 1817 года и до самой смерти преподавал его отец.
В 1860 году завершил обучение и в январе 1861 года поступил на службу в аудиторский департамент морского министерства, но скоро решился посвятить себя делу народного образования и по предложению министра народного просвещения А. В. Головнина в апреле 1863 года стал учителем в мужской народной школе, открытой Головниным в принадлежащем ему селе Гулынки Рязанской губернии, при этом жалованье Кочетова уменьшилось в четыре раза. По свидетельству Головнина, «у него вскоре оказалось более 50 учеников, и школа его получила большую известность в соседних селениях и приобрела доверие крестьян».
В 1865 году оставил школу и через некоторое время был командирован министерством народного просвещения за границу для ознакомления с народными школами и учительскими семинариями. Результатом поездки стала небольшая работа, посвящённая организации арабо-французских школ в Алжире. В 1867—1877 годах был чиновником особых поручений при министре народного просвещения. Ушёл из министерства 24 марта 1877 года, но 1 декабря 1880 года вернулся и впоследствии был членом учёного комитета министерства и чиновником особых поручений при министре (с 10.12.1887); а также товарищем (заместителем) председателя редакционного комитета постоянной комиссии по устройству народных чтений в Санкт-Петербурге и его окрестностях, при этом большая часть изданий комиссии была издана под его редакцией. Кроме того, несколько статей Кочетова были напечатаны в различных педагогических журналах.
С 19 апреля 1876 года был женат на Надежде Павловне Ивановой (в это время он имел чин статского советника; 29 декабря 1888 года был произведён в действительные статские советники).
Умер 12 (25) декабря 1912 года в Петербурге.

## Педагогические взгляды
А. В. Головнин:
Кочетов в основании своей педагогической деятельности следовал мысли, что посредством кроткого ласкового обращения и следуя в строгости законам природы надобно чрез ученье развивать умственные способности детей и сообщать им полезные знания.